# مزرعة في خطر
مزرعة في خطر هو فيلم رسوم متحركة موسيقي كوميدي أمريكي أنتجته استديوهات والت ديزني للرسوم المتحركة و صدر عن أفلام والت ديزني بتاريخ 2 أبريل 2004 , و تمت تسميته نسبة إلى أغنية موسيقى الريف المشهورة هوم أون ذا رونج .

## القصة
ماجي هي البقرة الوحيدة التي بقيت فيه مزرعة ديكسون بعد ألاميدا سليم(سارق ماشية قادر على سرقة 500 في ليلة واحدة) الذي سرق كل ما تبقى عند السيد ديكسون من الماشية . باع ديكسون ماجي لبيرل، المرأة اللطيفة والمسنة التي بدأت مزرعة صغيرة أسمتها باتش أو هيفن .
ذهب نقيب الشرطة المحلي إلى السيدة بيرل لإخبارها بأن البنك قد ضيق على المدينين . كانت بيرل تدفع للبنك 750 دولار من ثلاثة أيام وإلا ستباع مزرعتها لأعلى مزايد . بسماعها لذلك، أقنعت ماجي الأبقار الأخرى(جراس وكالوي ) في المزرعة للذهاب إلى البلدة من أجل الفوز بجائزة مالية في معرض . عندما كانت الألقار في البلدة، صياد مكافئات اسمه ريكو أمسك مجرما واستلم مكافئته . كان يحتاج إلى بديل لحصانه لكي يلاحق ألاميدا سليم . عندما لاحظت ماجي أن مكافئة إمساك ألاميدا سليم هي 750 دولار بالضبط، أقنعت باقي الأبقار لمحاولة الإمساك به لإنقاذ باتش أوف هيفن .
في تلك الليلة، اختفوا بين قطيع كبير من العجول عندما ظهر ألاميدا سليم . قبل أن يستطيع أي منهم فعل أي شيء، بدأ ألاميدا سليم أغنية يودلية جعلت كل الأبقار في نشوة يرقصون بجنون ويتبعون ألاميدا سليم إلى أي مكان إلا جراس الذي لا يستطيع سماع النغمات.يستطيع جراس إعادة ماجي وكالوي إلى وعيهما فقط قبل أن يغلق ألاميدا سليم الطريق عن ريكو ورجاله بانهيار صخري لمنعهم من امساكه .
كما تحدث ريكو مع رجاله تستمر القصة، يتحدث حصانه باك مع ماجي وجراس و كالوي كأصدقاء قدامى بحركات ميمية، ما جعل ريكو يعتقد أن باك خائف من الأبقار، وأرسله ليعود إلى الأرنب المسمى لاكي جاك الذي قادهم إلى مخبأ ألاميدا سليم .
في المخبأ، كشف ألاميدا سليم عن أنه قد سرق كل الماشية للرعاة السابقين . عندما لا يستطيع الرعاة السابقين دعم أراضيهم، يبيعها هو في مزاد علني تحت مظهر محترم على هيئة السيد أوديل .
بعد الوصول إلى مخبأ ألاميدا سليم، أمسكته الأبقار ثم هربوا مع شركائه والمشتري على متن قطار بخاري .
ارتدى ألاميدا سليم لباس يانسي أوديل وترك الأبقار في الصحراء مع القطار عندما كان ذاهبا إلى المزاد لكن الأبقار عادت إلى المزرعة باستعمال القطار وفضحت سليم . ألقي القبض على ألاميدا سليم وأنقذت مزرعة باتش أوف هيفن بالجاثزة المالية .

## الشخصيات
القائمة غير مكتملة
روزيان بار كماجي
جودي دينش ككالوي
جنيفر تيلي كجراس
كوبا غودينغ كباك
راندي كايد كألاميدا سليم
تشارلز دينيس كريكو
تشارلز هايد كلاكي جاك
كارول كوك كبيرل
جو فلاهيرتي كجيب الماعز
ستيف بوشيمي كويسلي
ريتشارد ريل كسام نقيب الشرطة
لانس لوجولت كجونيور البيفالو
جورج وليام بايلي كراستي
باتريك واربورتون كباتريك
ايستيل هاريس كأودري الدجاجة
سام جي ليفين كالإخوة ويلي
آن ريتشاردز كآني

## روابط خارجية
- مزرعة في خطر على موقع IMDb (الإنجليزية)
- مزرعة في خطر على موقع ميتاكريتيك (الإنجليزية)
- مزرعة في خطر على موقع روتن توميتوز (الإنجليزية)
- مزرعة في خطر على موقع نتفليكس (الإنجليزية)
- مزرعة في خطر على موقع ألو سيني (الفرنسية)
- مزرعة في خطر على موقع Turner Classic Movies (الإنجليزية)
- مزرعة في خطر على موقع أول موفي (الإنجليزية)
- مزرعة في خطر على موقع بوكس أوفيس موجو (الإنجليزية)
- مزرعة في خطر على موقع فيلمافينيتي (الإسبانية)
- مزرعة في خطر على موقع قاعدة بيانات الأفلام السويدية (السويدية)